# Miño de San Esteban
Miño de San Esteban település Spanyolországban, Soria tartományban. Miño de San Esteban Langa de Duero, San Esteban de Gormaz és Fuentecambrón községekkel határos. Lakosainak száma 40 fő (2024).

## Népesség
A település népessége az elmúlt években az alábbi módon változott:
| Lakosok száma | 92   | 80   | 76   | 68   | 66   | 53   | 47   | 46   | 44   | 40   |
|               | 2001 | 2004 | 2007 | 2009 | 2012 | 2014 | 2017 | 2019 | 2022 | 2024 |